# Bulbothrix viatica
Bulbothrix viatica är en lavart som beskrevs av A. A. Spielm. & Marcelli. Bulbothrix viatica ingår i släktet Bulbothrix och familjen Parmeliaceae.   Inga underarter finns listade i Catalogue of Life.